# Gigapassus
Gigapassus octarine es una especie de araña araneomorfa de la familia Linyphiidae. Es el único miembro del género monotípico Gigapassus.

## Distribución
Es un endemismo de Argentina.